# Чумаченко Володимир Юхимович
Чумаченко Володимир Юхимович (21 травня 1932 — 11 лютого 2010) — український та радянський науковець, професор, академік АН вищої школи України.

## Біографія
Народився 21 травня 1932 року в с. Сальне Лосинівського (нині Ніжинського) району Чернігівської області. Із 1955 року, після закінчення з відзнакою ветеринарного факультету Білоцерківського сільськогосподарського інституту, до 1960 року працював на виробництві.
З 1960 по 1963 рік навчався в аспірантурі на кафедрі терапії і клінічної діагностики Української сільськогосподарської академії (нині Національний університет біоресурсів і природокористування України). У 1963 році захистив дисертацію на здобуття наукового ступеня кандидата ветеринарних наук.
З 1963 по 1965 рік працював старшим науковим співробітником Українського НДІ тваринництва степових районів імені М. Ф. Іванова «Асканія-Нова», а з 1965 по 1975 рік — завідувачем лабораторії біологічно активних речовин Білоруського НДІ тваринництва. В 1974 році захистив дисертацію на здобуття наукового ступеня доктора біологічних наук.
З 1975 по 1977 рік працював старшим науковим співробітником Київського філіалу Українського НДІ експериментальної ветеринарії, а з 1977 по 1988 рік — завідувачем лабораторії незаразних хвороб тварин створеного на базі філіалу Українського науково-дослідного ветеринарного інституту (нині Інститут ветеринарної медицини УААН).
В 1979 році присвоєно вчене звання професора.
З 1988 року працював завідувачем, а з 1999 року — професором кафедри терапії і клінічної діагностики Національного аграрного університету.
Помер 11 лютого 2010 року.

## Наукова діяльність
Основні теоретичні дослідження В. Ю. Чумаченка були присвячені: — розробці методів діагностики, лікування та профілактики шлунково-кишкових і респіраторних хвороб тварин; — вивченню фармакодинаміки та впливу на обмін речовин і природну резистентність тварин антибіотиків та інших лікарських засобів; — вивченню ролі природної резистентності в патогенезі, лікуванні та профілактиці захворювань тварин; — розробці методів ранньої діагностики, лікування та профілактики патології обміну речовин у корів.
За результатами досліджень автором вперше в світовій практиці ветеринарної медицини був розроблений метод гастроскопії у свиней, на підставі уточнення патогенезу запропоновані нові методи лікування та профілактики гастроентеритів у поросят і катаральної бронхопневмонії у телят, вивчені особливості формування природної резистентності у постнатальний період розвитку поросят в умовах господарств промислового типу, установлений взаємозв'язок природної резистентності та імунобіологічної реактивності, визначені критерії оцінки резистентності та впливу на її стан генетичних і середовищних чинників, вивчені окремі хвороби генетичного та імунного походження у новонароджених тварин, розроблені методи ранньої діагностики, лікування та профілактики хвороб патології обміну речовин у великої рогатої худоби за допомогою ЕОМ.
Чумаченко В. Ю. опублікував понад 350 наукових статей у фахових журналах, збірниках наукових праць університетів і наукових конференцій. Він був автором 10 монографій, 3 підручників, 2 посібників, 2 практикумів, ряду методичних розробок для студентів факультетів ветеринарної медицини ВНЗ України III—IV рівнів акредитації та слухачів інститутів післядипломної освіти. Учений отримав чотири авторських свідоцтва на винаходи.
Чумаченко В. Ю. створив наукову школу, під його керівництвом 25 осіб захистили докторські та кандидатські дисертації, підготовлено 22 магістра ветеринарної медицини. Учений постійно виступав з науковими доповідями на Міжнародних і Всеукраїнських симпозіумах та конференціях, брав активну участь в атестації наукових і педагогічних кадрів, був членом двох спеціалізованих вчених рад із захисту докторських і кандидатських дисертацій.
У 1994 році наукові заслуги Чумаченка В. Ю. було вшановано обранням його академіком АН ВШ України (за аграрним відділенням).

## Нагороди та досягнення
- Заслужений працівник ветеринарної медицини України (2002)
- Відмінник освіти України (2000)
- Лауреат премії Української академії аграрних наук «За видатні досягнення в аграрній науці» (2003)
- Лауреат нагороди Ярослава Мудрого в галузі науки і техніки (2005)[1]
- Почесна відзнаки УААН (2007)
- Переможець конкурсу «Символ професійності» 2007 року